# Giancarlo González
Giancarlo González (nascut el 8 de febrer de 1988) és un jugador professional de futbol de Costa Rica, que juga per al Columbus Crew de la Major League Soccer.